# Oligocen

Deschiderea în oligocen a Strâmtorii Drake și a trecerii între Tasmania și Antarctida a condus la formarea Curentului Circum-Antarctic și, prin urmare, la răcirea Antarctidei datorită izolării acesteia de masele de apă mai caldă.

Oligocenul este o epocă geologică a perioadei paleogene și a durat de la aproximativ 33,9 milioane până la 23 milioane de ani înainte de prezent (33.9±0.1 până la 23.03±0.05 Ma). Ca și în cazul altor perioade geologice mai vechi, straturile de rocă care definesc epoca sunt bine identificate, dar datele exacte ale începutului și sfârșitului epocii sunt puțin incerte. Denumirea oligocen a fost inventată în 1854 de paleontologul german Heinrich Ernst Beyrich în studiile sale ale albiilor marine din Belgia și Germania. Numele provine din greaca veche ὀλίγος (olígos, „puțin”) și καινός (kainós, „nou”) și se referă la raritatea pe atunci a speciilor de moluște din prezent. Oligocenul este precedat de epoca eocenă și este urmat de epoca miocenă. Oligocenul este a treia și ultima epocă a perioadei paleogene.
Oligocenul este adesea considerat un moment important de tranziție, o legătură între lumea arhaică a eocenului tropical și ecosistemele mai moderne din miocen. Schimbările majore din oligocen au inclus expansiunea globală a stepelor și o retragere a pădurilor tropicale cu frunză lată în zona ecuatorială.
Începutul oligocenului este marcat de un extincție majoră numită Grande Coupure; a prezentat înlocuirea faunei europene cu cea asiatică, cu excepția familiilor endemice de rozătoare și marsupiale. Prin contrast, granița oligocen-miocen nu este legată de un eveniment la scară globală ușor de identificat, ci mai degrabă de granițele locale dintre oligocenul mai cald și miocenul relativ mai rece.
Epoca este caracterizată prin numuliți, lamelibranhiate, gasteropode, echinide, mamifere.